# Adji Dieye
 (mai 2024).
Pour les articles homonymes, voir Dieye.
Adji Dieye, née en 1991 à Milan, est une artiste interdisciplinaire sénégalaise et italienne. 

## Biographie
Après avoir fini un Bachelor en nouvelles technologies des arts de l’Académie des Beaux-Arts de Brera à Milan et un Master en arts visuels à la ZHDK à Zürich, elle vit et travaille entre Zurich, Milan et Dakar
Elle a été lauréate du prix FOAM Talent en 2019, du prix C/O Berlin (en) Talent, et a participé à de nombreuses expositions collectives, entre autres à la Biennale d'art contemporain de Lyon en 2022, la biennale Dak’Art en 2022, les Rencontres de Bamako en 2022, ainsi que le musée FOAM en 2020 et la Kunsthalle de Vienne (en) en 2020. Ses expositions personnelles ont été présentées entre autres au Fotomuseum Winterthur (en) en 2023, à la Fondation H en 2023 et à l’espace C/O Berlin en 2021.

## Analyse
Le travail de Adji Dieye explore la construction des identités nationales postcoloniales et la production de l’identité collective et individuelle par l’architecture, la publicité et les archives,
Dans Red Fever, l’artiste explore le lien entre le communisme et l’Afrique à travers les traces architecturales et les archives photographiques. Mélangeant les espaces géographiques et des images manipulées, ce travail permet à la fois de penser un autre système politique que le capitalisme tout en réfléchissant à la dimension totalitaire et universalisante du communisme.
Sélectionné par le musée FOAM en 2020, la série initiée en 2015 Maggic Cube explore l’impact de la publicité sur la culture visuelle. L’artiste reprend les codes visuels des emballages de ces cubes en référençant des artistes comme Malick Sidibé ou Seydou Keita afin de réfléchir à la réduction de styles visuels perçus comme “africains“. En effet, ces cubes sont perçus comme traditionnels alors qu’ils sont le produit de la continuation du colonialisme économique. L’artiste reproduit leur motif à la fois dans les décors mais aussi dans les vêtements, qui devient alors total et hégémonique.
Ce travail est accompagné d’une vidéo intitulée Circuit Fermé, dans laquelle un homme noir vend des cubes Maggi dans un marché milanais. L’artiste propose ici une vision ironique ou le cube est revendu sur son lieu d’origine, dans un geste de réappropriation à travers la pratique de la vente.
Pour son exposition au C/O Berlin en 2021, l’artiste a notamment produit des structures en métal dans lesquelles passent des longues bandes de tissus, sur lesquels sont imprimées des images mélangeant des archives personnelles du Sénégal contemporain avec les archives nationales sénégalaises datant de l’époque coloniale et représentant la fondation de l’état-nation sénégalais. A travers cette architecture proche de la presse ou de l’imprimante, Adji Dieye propose une vision non linéaire de l’histoire, et insiste sur sa dimension produite,.
En 2023, Adji Dieye présente au Fotomuseum Winterthur un projet intitulé “Aphasia“, composé de deux canaux vidéo. Sur l’un d’entre eux, l’artiste lit un discours officiel dans un français mal maitrisé, au sein d’un décor de ruine urbaine, le visage caché par le texte. De fait, depuis la colonisation française, le français est une langue officielle du Sénégal bien que seule une partie de la population le parle. Ainsi, ce travail traite de la violence produite par le colonialisme et sa langue.[réf. nécessaire]
Sur le second, une vidéo présente des habitants de Dakar qui s’expriment en Wolof, tandis que l’autre vidéo montre une femme qui parle, sa voix gagnant en intensité et son discours animant son corps. Ainsi, cette exposition se charge de valeur politique en inversant la relation de pouvoir produite par le langage colonial tout en nous invitant dans une langue inconnue par la dimension collective ou corporelle. À travers le dispositif d’exposition, le son de la première se fond dans la deuxième, produisant un déplacement de la sphère publique dans la sphère privée,.